# Grewia biloba
Espèce
Classification phylogénétique
Grewia biloba est une espèce d'arbuste originaire de Chine.

## Description
Il s'agit d'un arbuste généralement de 2 m de haut et ne dépassant pas 4 m, caduc et largement ramifié.
Les feuilles, vertes assez foncées, aux nervures violacées, sont alternes, ovales à légèrement rhomboïdales, de 4 à 10 cm de long et 2,5 à 6 cm de large. Elles sont pétiolées : le pétiole est de 0,5 à 1 cm. Le limbe, à nervation alterne, est à sommet acuminé et base en coin. Son bord est denté.
Les fleurs, blanches ou légèrement jaunâtres, petites et assez nombreuses, sont portées par des cymes axillaires, au pédoncule de moins d'un centimètre, sur des courts pédicelles d'un demi-centimètre environ. Les 5 sépales ont de 4 à 7 mm de long, les 5 pétales, seulement 1 à 1,5 mm. Les nombreuses étamines ont un filet de 2 mm. L'ovaire porte un style d'un demi-centimètre.
Le fruit, rouge, est une drupe, d'environ 1 cm de diamètre.
On compte trois variétés :
Grewia biloba G.Don var. parviflora (Bunge) Hand.-Mazz. (synonyme : Grewia parviflora Bunge)
Grewia biloba var. biloba.
Grewia biloba var. microphylla (Maximowicz) Hand.-Mazz.

Grewia biloba var parviflora
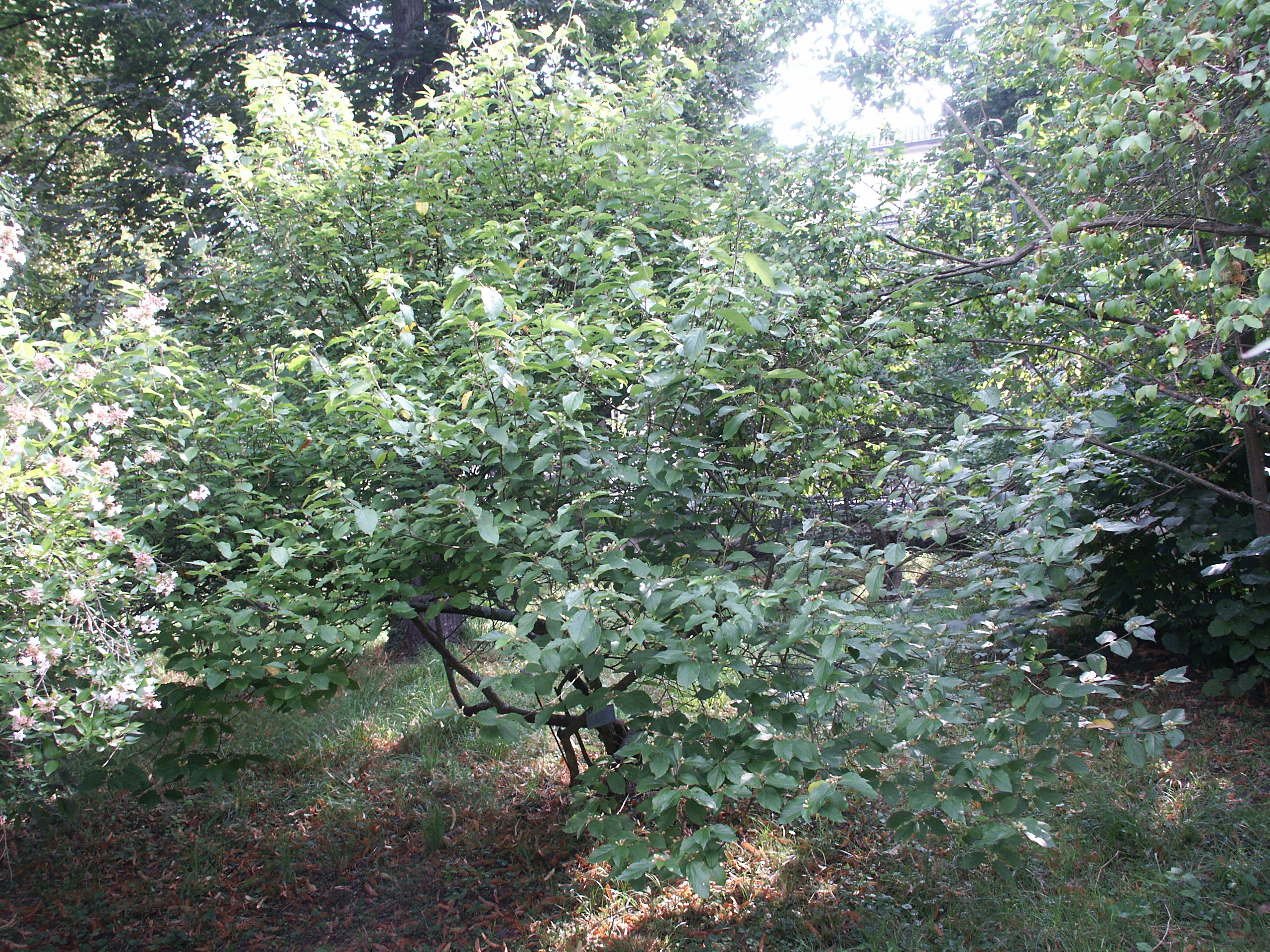
Allure générale de l'arbuste
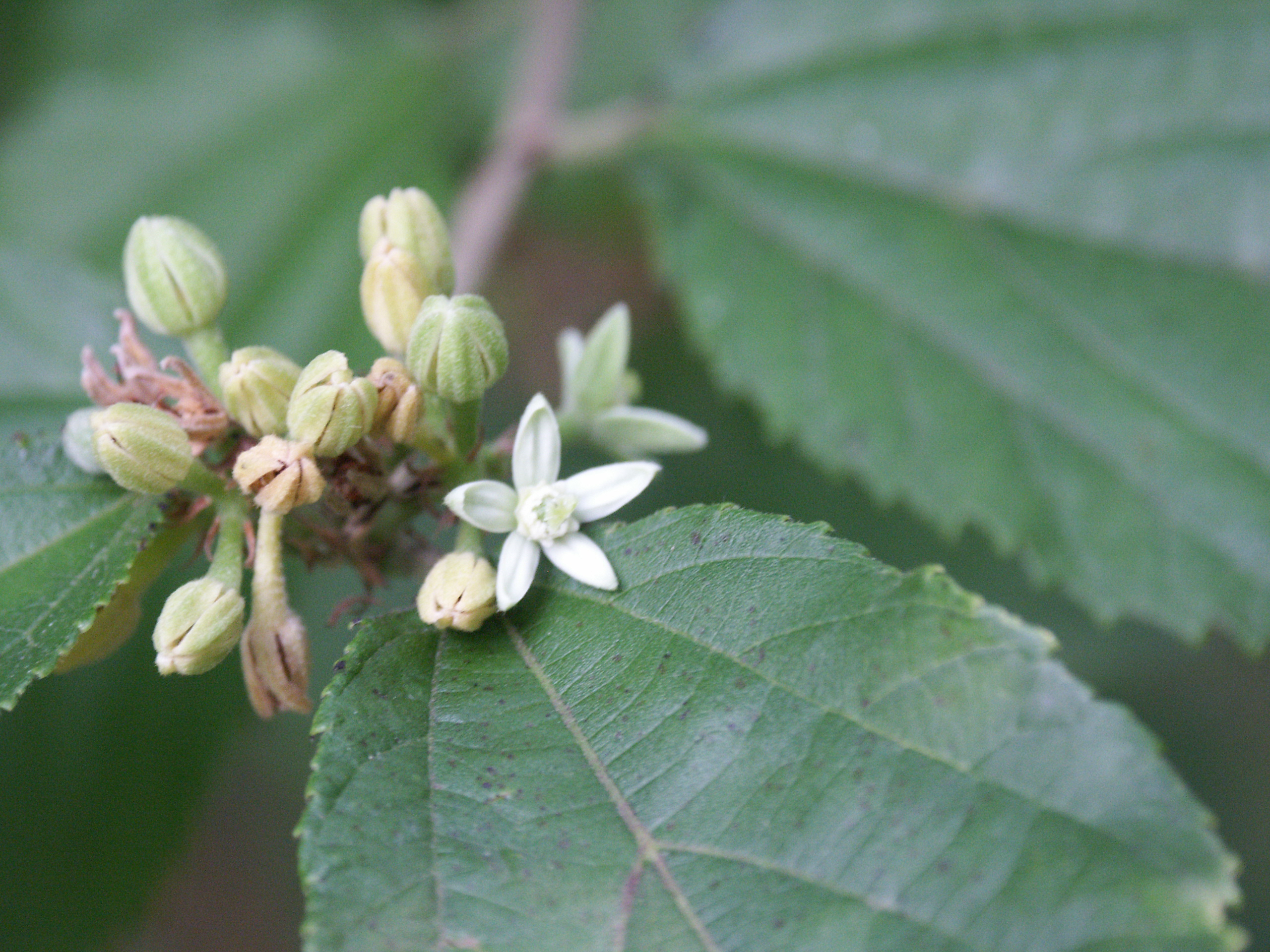
Fleur
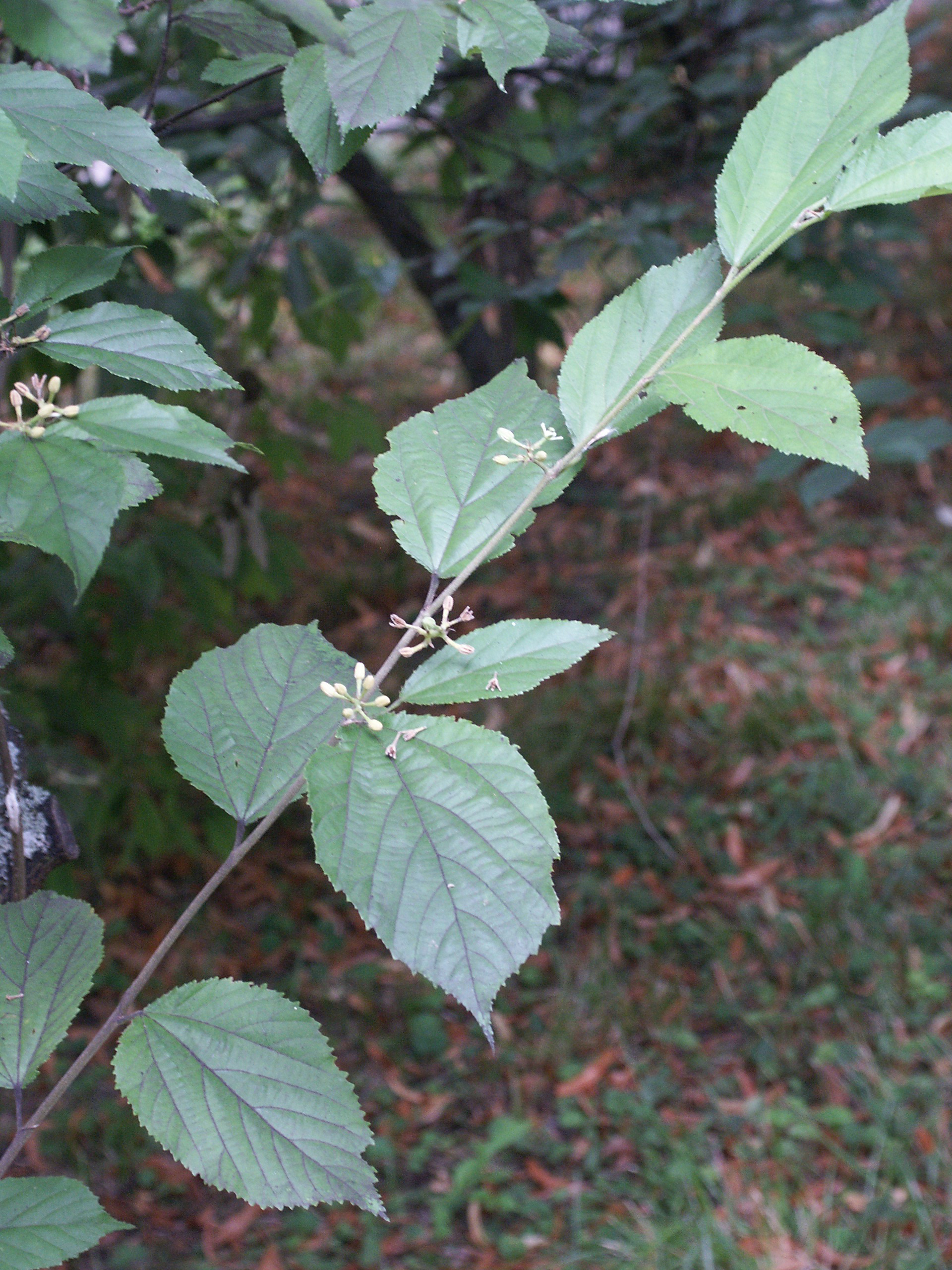
Rameau (feuilles, inflorescence)
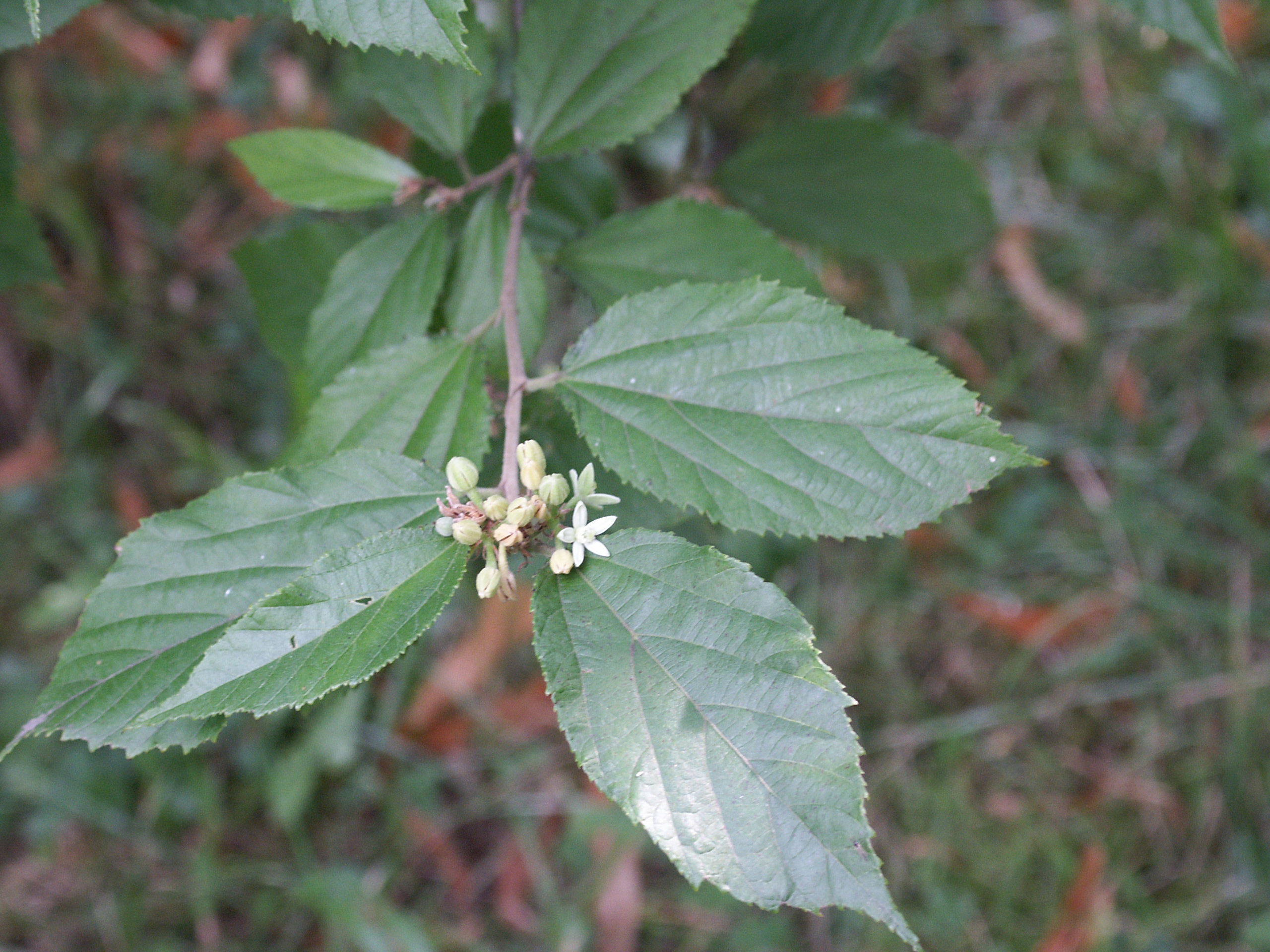
Feuilles et fleurs

## Répartition
Grewia biloba est assez largement représenté dans l'ensemble de la Chine (Anhui, Guangdong, Guangxi, Guizhou, Hebei, Henan, Hubei, Hunan, Jiangsu, Jiangxi, Shaanxi, Shandong, Shanxi, Sichuan, Yunnan) et en Corée.
Elle est capable de résister à -20 °C.

## Utilisation
Cette espèce a surtout un usage ornemental en occident.
La drupe serait comestible.
1. ↑  Plant For A Future Grewia biloba var. parviflora